# Andrea Limbacher
Andrea Limbacher, (née le 25 juillet 1989 à Bad Ischl), est une skieuse acrobatique autrichienne spécialiste du skicross.

## Carrière
Elle a débuté en Coupe du monde en décembre 2009 et remporte sa première victoire le 25 février 2012 à Bischofswiesen. Le 25 janvier 2015, elle devient championne du monde de skicross à Kreischberg en Autriche juste devant Ophélie David.

## Palmarès

### Jeux olympiques
| Édition/Discipline  | skicross |
| JO 2010 à Vancouver | 24e      |
| JO 2014 à Sotchi    | 22e      |

### Championnats du monde
| Édition/Discipline          | skicross |
| Mondiaux 2011 à Deer Valley | 23e      |
| Mondiaux 2015 à Kreischberg | Or       |

### Coupe du monde
- Meilleur classement général : 16e en 2012 et 2016.
- Meilleur classement en skicross : 5e en 2012 et 2016.
- 16 podiums dont 3 victoires.

#### Détails des victoires
| Épreuve / Édition | Ski Cross                        |
| ----------------- | -------------------------------- |
| 2011-2012         | Bischofswiesen                   |
| 2012-2013         | Les Contamines                   |
| 2015-2016         | San Candido Bokwang Phoenix Park |